# Никольский, Игорь Леонидович
Никольский Игорь Леонидович (1914, Петербург — 2000, Донецк) — советский геолог-геофизик, основатель и долголетний заведующий кафедрой разведки месторождений полезных ископаемых горно-геологического факультета ныне ДонНТУ; выдающийся исследователь рудоносности Донбасса.

## Биография
Родился 1914 года в Петербурге. В 1939 году окончил Свердловский горный институт, по специальности — геофизик. В период 1940—1941 годов работал в составе геофизической партии. С началом Великой Отечественной войны принимал участие в боевых действиях Калининского фронта, получил ранения.
С 1944 по 1945 годы работал в Свердловском горном институте. В 1945 году защитил кандидатскую диссертацию, после чего Минэнерго направило кандидата геолого-минералогических наук Никольского в Донецкий индустриальный институт. До 1951 года работал доцентом и заведующим кафедрой геологии, приложил значительные усилия для восстановления учебно-методической и научной деятельности кафедры геологии в послевоенный период.
Основал и в период 1951 по 1976 годы заведовал кафедрой разведки месторождений полезных ископаемых (разведки МПИ). Одновременно в 1947—1956 годах возглавлял геолого-разведывательный факультет. В 1964 году защитил докторскую диссертацию. С 1976—2000 — профессор кафедры разведки МПИ.

## Научно-исследовательская работа
В период 1948—1951 рядом с Д. Н. Оглоблиным руководил комплексом работ по восстановлению геологической и маркшейдерской документации Никитовского ртутного поля, утраченной в годы войны. В 1960 годах профессор Никольский занимался выявлением закономерностей размещения месторождений полезных ископаемых и прогнозированием при поисках и разведке в Донбасси, совместно с Б. С. Пановым — исследовал рудоносность Нагольного кряжа.
Опубликовал более 60 научных работ. Автор учебных пособий для студентов вузов «Геология и разведка месторождений полезных ископаемых» (соавторы Б. С. Панов, В. А. Корчемагин), «Структуры рудных полей» (соавтор Б. С. Панов, опубликованный после дополнений учеными Фрайбургской горной академии).
Подготовил 3 доктора 6 кандидатов наук.

## Награды
- Почётный геолог СССР
- орден Отечественной войны
- орден «Знак Почета»
- медали, включая медаль имени . Лучицкого.